# Biagio Pelacani
Biagio Pelacani, (Blasius de Pelacanis de Parma, también conocido como Biagio Pelicani o Biagio da Parma) (1355 – 1416) fue un matemático y filósofo italiano, pariente lejano de Antonio Pelacani (1275-1327), médico y filósofo nacido en Parma en la segunda mitad del siglo XIII. De su misma familia probablemente procede otro médico y filósofo, Francesco Pelacani.

## Biografía
Pelacani nació entre el 1350 y el 1354 en Costamezzana, una localidad dependiente de Noceto, a pocos kilómetros de Parma. Se sabe muy poco de su vida. Hacia el 1374 asistió a la facultad de arte, filosofía y medicina de la Universidad de Parma, donde en el 1377 figuraba como titular de la cátedra de magister philosophie et loyce, delegado por el obispo. Era citado como cierto Benedetto Bossi, diplomado en artes.
En 1380 obtuvo una cátedra en la Universidad de Bolonia y en 1384 se trasladó a Padua. En 1388 estuvo adscrito a la Universidad de Pavía, pero un proceso por herejía en 1396 le obligó a trasladarse en 1407 de nuevo a la Universidad de Padua, donde siguió enseñando hasta finales de 1411.
Contestó muchas reglas de la mecánica aristotélica y sostuvo la aplicación de nuevos instrumentos matemáticos para sustituir reglas obsoletas.
Realizó nuevos estudios especialmente sobre óptica en su obra Quaestiones de perspectiva; en el Tractatus  de  ponderibus se  ocupó de la estática; y elaboró en las Quaestiones  de  proportionibus una teoría matemática del vacío que se contraponía a las tesis del continuo de los físicos aristotélicos. Se ocupó también del movimiento  de los  planetas en Theorica  planetarum, y sometió a discusión la cosmología de Aristóteles, negando que se pudiera sostener la incorruptibilidad de los cielos y la interpretación teológica de la existencia de un primer motor inmóvil, relacionado con Dios. Negó así la posibilidad de las demostraciones a posteriori de la existencia de Dios y de la inmortalidad del alma individual.
Pelacani concibió la naturaleza o el universo como un ente animado, un gran ente animado eterno y en continuo movimiento, donde los seres nacen por generación espontánea, y cuando las influencias astrales son favorables, también surgen las almas inteligentes humanas. Respecto a la moral, estaba convencido de que el hombre debía buscar la virtud por su propia libre elección y no con fines religiosos trascendentes.
Por el materialismo de sus doctrinas, Pelacani, doctor diabolicus como era apodado, fue acusado de herejía y condenado en 1396, pero esto no le impidió ser apreciado como un gran astrólogo por los príncipes Carraresi de Padua y las cortes de distintos soberanos. Tanto es así, que fue enterrado en la catedral de Parma. 
Se le atribuyen unos comentarios sobre Witelo para una correcta interpretación de la perspectiva y sobre Thomas Bradwardine en la obra Questiones super tractatu "De Proporibus" (Thome Beduerdini).

## Obras
- Le Quaestiones de anima, Firenze, Olschki, 1974.
- Questiones super tractatus logice magistri Petri Hispani, Parigi, Vrin, 2001.
- Quaestiones circa tractatum proportionum magistri Thome Braduardini, Parigi, Vrin, 2006.
- Questiones super perspectiva communi, Parigi, Vrin, 2009.

## Traducciones al italiano
- Quaestiones de anima: alle origini del libertinismo, a cura di Valeria Sorge, Napoli, Morano, 1995.

## Traducciones al inglés
- The Medieval Science of Weights = (scientia de ponderibus). Treatises ascribed to Euclid, Archimedes, Thabit ibn Qurra, Jordanus de Nemore and Blasius of Parma, editado con introducción, traducción y notas de Ernest A. Moodye Marshall Clagett, Madison, The University of Wisconsin Press, 1952 (Tractatus de ponderibus, pp. 238-278).